# Jurancice
Jurancice (do roku 2010 Jurańcice) – wieś w Polsce położona w województwie kujawsko-pomorskim, w powiecie inowrocławskim, w gminie Rojewo.

## Podział administracyjny
W latach 1975–1998 miejscowość administracyjnie należała do województwa bydgoskiego.

## Demografia
Według Narodowego Spisu Powszechnego (III 2011 r.) wieś liczyła 42 mieszkańców. Jest 23. co do wielkości miejscowością gminy Rojewo.